# تأخر النمو البنيوي
تأخر النمو البنيوي (CGD) هو مصطلح يصف تأخرًا مؤقتًا في النمو الهيكلي أو العظمي وبالتالي في طول الطفل الذي لا يعاني من أي تشوهات جسدية أخرى قد تسبب التأخر. قد ينتج قصر القامة عن نمط نمو الموروث من أحد الأبوين (وراثي) أو يحدث دون سبب واضح (مجهول السبب). فعادة ما يبطئ النمو في إحدى فترات مرحلة الطفولة ثم في النهاية يعاود الاستئناف بالمعدل الطبيعي. ويعد تأخر النمو البنيوي هو أكثر الأسباب شيوعًا لقصر القامة وتأخر البلوغ.

## الخلفية
غالبًا ما يظهر لدى الأطفال الذين يعانون من تأخر النمو البنيوي، الذي يعد أكثر الأسباب شيوعًا لقصر القامة وتأخر البلوغ عند الذكور، نمط نمو خطي متأخر خلال السنوات الثلاث الأولى من حياتهم. في هذا النمط البديل للنمو الطبيعي يأخذ معدل سرعة النمو الخطي وزيادة الوزن في البطء بداية من عمر 3 إلى 6 شهور، مما يتسبب في تخطي الحد الأدنى لمئينات النمو، والتي عادة ما تستمر حتى عمر عامين أو ثلاثة أعوام. في ذلك الوقت يستأنف النمو بمعدل طبيعي، وينمو هؤلاء الأطفال حسب الحد الأدنى لمئينات النمو أو تحت المنحنى ولكن موازيًا له لبقية السنوات السابقة لمرحلة البلوغ.
وفي الوقت المتوقع لبداية البلوغ يبدأ طول الأطفال المصابين بتأخر النمو البنيوي في الانحراف بصورة أكبر عن منحنى النمو بسبب التأخر في بداية طفرة النمو البلوغية. يحدث النمو التداركي أو التعويضي وبداية البلوغ وطفرات النمو البلوغية في وقت متأخر عن المعتاد مما يتسبب في الوصول إلى قامة طبيعية للفرد البالغ والنمو الجنسي. وعلى الرغم أن تأخر النمو البنيوي ليس اضطرابًا وإنما نمط بديل للنمو الطبيعي، فإن التأخر في النمو وتطور الخصائص الجنسية قد يؤدي إلى حدوث بعض المشكلات النفسية والتي قد تستدعي العلاج لدى بعض الأشخاص. وتشير الدراسات الحديثة إلى أن التحيز في اختيار عينة البحث مسئول بصورة كبيرة عن الانطباع الموجود بأن القامة القصيرة في الأساس ناتجة عن مشكلات نفسية اجتماعية؛ فلا يختلف الأطفال غير الموجودين في العينة عن الأطفال من ذوي القامة الطبيعية من حيث الأداء المدرسي أو الاندماج اجتماعيًا.

## الفيزيولوجيا المرضية
إن تأخر النمو البنيوي هو تأخر شامل في النمو يؤثر على جميع أجهزة الأعضاء. ويتم تقدير نسب التأخر في النمو وتطور الخصائص الجنسية من العمر الهيكلي والذي يتم تحديده من خلال دراسات التصوير الإشعاعي لليد والرسغ الأيسر لقياس عمر العظم. ويجب أن يتناسب نمو الفرد وتطوره مع عمره البيولوجي (العمر الهيكلي) وليس مع العمر الزمني. ويتأخر وقت النمو والتطور وسرعتهما وفقًا لحالة النضج البيولوجي.
يعاني 15% تقريبًا من المرضى قصار القامة المحولين إلى تقييم الغدد الصماء من تأخر النمو البنيوي. ويمثل الأفراد الذين يعانون من تأخر النمو البنيوي وقصر القامة الوراثي مجموعة أخرى تصل نسبتها إلى 23%. ولقد يكون تم تقدير حدوث تأخر النمو البنيوي بنسبة أقل من الحقيقية؛ حيث أن الأفراد المصابين بتأخرات طفيفة والذين لا يعانون من ضغوط نفسية قد لا يعرضون على اختصاصي. فلقد وجد في دراسة أجريت على 555 تلميذًا (من 80000) تحت المئين الثالث للطول بالنسبة للعمر والذين لديهم معدلات نمو أقل من الطبيعية (أقل من 5 سم/السنة) أن ضعف العدد من الأطفال الذكور كان متأثرًا بتأخر النمو البنيوي مقارنة بالأطفال من الإناث. حيث تم اكتشاف تأخر النمو البنيوي لدى 28% من الأولاد و24% من البنات، ووجد قصر القامة الوراثي مصاحبًا لتأخر النمو البنيوي لدى نسبة أخرى من التلاميذ بلغت 18% من الأولاد و16% من البنات.

## معدلات الإصابة بالأمراض والوفيات
لا يرتبط تأخر النمو البنيوي بزيادة معدلات الوفيات حيث أنه نمط بديل للنمو الطبيعي وليس مرضًا. ومع ذلك، فقد يرتبط عند بعض الأفراد المصابين به بضغوط نفسية شديدة، الأمر الذي ينتج عنه صورة سيئة عن الذات وعزلة. في السنوات الحديثة وجد أيضًا الباحثون أن الأفراد المصابين بتأخر النمو البنيوي قد يكونون أكثر عرضة لانخفاض كتلة العظم عند البالغين بسبب تأخر تأثير الستيرويدات الجنسية على زيادة كثافة العظم في مرحلة البلوغ.

## معدل الحدوث
على الرغم من إشارة البيانات الوبائية إلى شيوع جميع الأنماط البديلة للنمو في الأطفال من الذكور بما يعادل الضعف عنها في الأطفال من الإناث، فإن إحالات قصر القامة تعكس نسبة أكثر تباينًا بين الذكور والإناث. وذلك على الأرجح يشير إلى مخاوف أكبر تتعلق بالذكور الأقصر من أقرانهم أو الذين يعانون من تأخر النمو الجنسي.
ولم يتم التعرف على أي تباين ناتج عن العرق. تبدأ أنماط نمو متماثلة مع تأخر النمو البنيوي في الحدوث عند الرضع من سن صغير يصل إلى 3 أو 6 أشهر. ومع ذلك، عادة لا يلتمس الأفراد الرعاية الطبية حتى سن البلوغ عندما يشكل عدم وجود نمو جنسي مشكلة ويتضح التباين في الطول عن الأقران بسبب تأخر طفرة النمو البلوغي.

## التاريخ السريري
عادة ما يكون وزن الأفراد المصابين بتأخر النمو البنيوي عند الولادة طبيعيًا. يحدث غالبًا التباطؤ في سرعة زيادة الطول والوزن خلال الشهور الثلاثة إلى الستة الأولى من الحياة. ويتشابه هذا التباطؤ مع ذلك الملاحظ عند الرضع الذين يعانون من تأخر طبيعي في النمو ولكن عادة ما يكون أكثر حدة ويستمر لفترة أطول. إن التباينات الفردية كبيرة ولكن يستأنف غالبية الأطفال النمو بسرعة طبيعية بحلول عامهم الثاني إلى الثالث. وينمو هؤلاء الأفراد خلال الطفولة بمحاذاة المئينات السفلى لمنحنى النمو أو بالتوازي معها.
عادة ما يتأخر العمر العظمي، والذي يتم تقديره عن طريق دراسات التصوير الإشعاعي على اليد والرسغ الأيسر، (إلى العام الثاني إلى الرابع في الطفولة المتأخرة) ويكون متوافقًا بصورة كبيرة مع عمر طول الطفل ويطلق عليه أحيانًا العمر البيولوجي (العمر الذي يصل فيه طول الطفل إلى المئين الخمسين) وليس مع العمر الزمني للطفل. وحيث أن توقيت بداية مرحلة البلوغ وطفرة النمو البلوغية 
والدمج المشاشي يتحدد وفقًا للعمر العظمي للطفل (العمر البيولوجي)، فعادة ما يُشار إلى الأطفال المصابين بتأخر النمو البنيوي بوصفهم «متأخري النمو».
في السن الطبيعي لمرحلة البلوغ يستمر هؤلاء الأطفال في النمو بنفس المعدل السابق للبلوغ والمناسب للمرحلة البيولوجية لنموهم. قد يكون التباطؤ الطبيعي للنمو الخطي السابق لمرحلة البلوغ مباشرة مبالغًا فيه، حيث يبرز الفرق في الحجم عن أقرانهم الذين يمرون بفترة تسارع النمو. ويتأخر توقيت طفرة النمو البلوغية وقد تطول مدة الطفرة بمعدل سرعة منخفض للزيادة في الطول. قد تبدو درجة تأخر النمو أكثر حدة عند المرضى المصابين بتأخر النمو البنيوي وقصر القامة الوراثي، ولكن يكون طول الفرد البالغ مناسبًا لخلفيته الجينية.

## الأمراض الجسدية
إن نتائج الفحوصات البدنية للمرضى بتأخر النمو البنيوي طبيعية باستثناء المظهر غير الناضج مقارنة بالعمر. وقد تعكس أبعاد الجسم تأخر النمو. ففي الطفولة، تزيد نسبة الجزء العلوي مقارنة بالجزء السفلي من الجسم عن الطبيعي، مما يعكس الأبعاد الطفولية للجسم. وغالبًا ما تقل النسبة عند البالغين (بمعنى، <1 عند البيض، <0.9 عند السود) كنتيجة للفترة الأطول لنمو الساقين (عظم الساق).

## الأسباب
يعتقد أن تأخر النمو البنيوي ينتج وراثيًا من جينات متعددة لدى كلٍ من الأبوين. وينعكس الدور القوي الذي تلعبه الوراثة في احتمالية إصابة أحد أفراد العائلة من نفس الجنس أو الجنس الآخر بنمط النمو هذا بنسبة 60-90%. وينتج التأخر في تنشيط مولد النبض في المهاد النخامي إلى بداية متأخرة لمرحلة البلوغ.

## المرادفات
- التأخر البنيوي في النمو ومرحلة المراهقة (CDGA)
- التأخر البنيوي في النمو والبلوغ (CDGP)
- قصر القامة البنيوية (CSS)* النمو المتأخر
- تأخر النمو مجهول السبب (IGD)
- البلوغ المتأخر فسيولوجيًا
- قصر القامة المتفرق